# Helina versicolor
Helina versicolor este o specie de muște din genul Helina, familia Muscidae. A fost descrisă pentru prima dată de Stein în anul 1910. Conform Catalogue of Life specia Helina versicolor nu are subspecii cunoscute.